# Euphorbia bougheyi
Euphorbia bougheyi es una especie fanerógama perteneciente a la familia de las euforbiáceas. Es endémica de Mozambique.

## Descripción
Árbol espinoso xerófilo que alcanza un tamaño de ± 7 m de altura, con un tallo desnudo, cilíndrico, con el tronco relativamente delgado, la porción apical es espinosa y angular,y una pequeña copa, de 2-3 m de diámetro, con hojas verticiladas, arqueadas- ascendentes.

## Ecología
Se encuentra en las llanuras costeras pantanosas en la maleza de hoja perenne, en pequeños parches del bosque denso de baja altitud y en la sabana de pastizales, a una altitud de 0-120 metros.
Es una planta muy popular entre los coleccionistas, se propaga fácilmente por estacas.
Está relacionada con  Euphorbia dawei, Euphorbia halipedicola y  Euphorbia nyikae.

## Taxonomía
Euphorbia bougheyi fue descrita por Leslie Charles Leach y publicado en Journal of South African Botany 39: 9. 1964.
Etimología
Euphorbia: nombre genérico que deriva del médico griego del rey Juba II de Mauritania (52 a 50 a. C. - 23), Euphorbus, en su honor – o en alusión a su gran vientre –  ya que usaba médicamente Euphorbia resinifera. En 1753 Carlos Linneo asignó el nombre a todo el género.
bougheyi: epíteto otorgado en honor de Arthur Stanley Boughey (1913-2000) quien descubrió la especie.